# 雅尔若
雅尔诺（法語：Jargeau，法語發音：[ʒaʁʒo]），法国中北部城市，中央-卢瓦尔河谷大区卢瓦雷省的一个市镇，隶属于奥尔良区，其市镇面积为14.66平方公里，2022年1月1日时人口数量为4,636人，在法国市镇中排名第2,424位（2022年）。
雅尔若位于卢瓦雷省中西部偏南，卢瓦尔河南岸，是一个区域性的中心城市，因同名战役及当地出产的香肠而闻名。

## 地名来源

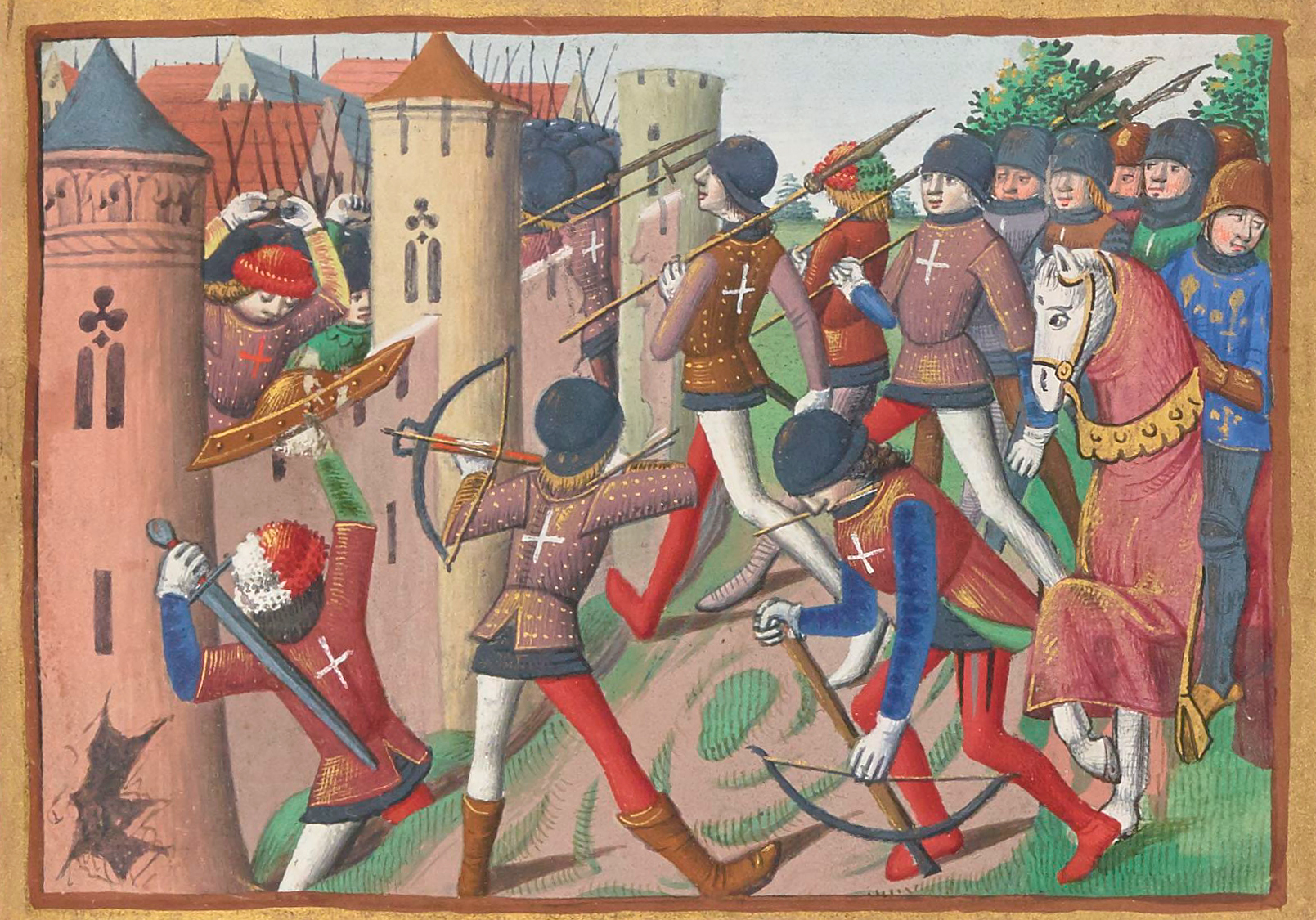
雅尔若战役

“Jargeau”一名的来源及含义尚无官方解释。

## 历史
雅尔若的早期历史尚不清楚。根据当地官方网站的论述，雅尔若最初于公元十世纪在文献中被提及。十二世纪时，雅尔若被奥尔良伯爵获得，当地镇中心的教堂于1154年建成。十三世纪初，主教塞涅莱的马纳塞斯在雅尔若修建横跨卢瓦尔河的石质桥梁。英法百年战争期间，雅尔若曾被英格兰军队控制，圣女贞德率领法军于1429年6月11日发动雅尔若战役并取得成功。宗教战争期间，雅尔若附近发生多场战役。法国大革命后，雅尔若成为卢瓦雷省的一个市镇。在当地民众的请愿下，该地被设置为一个县治。雅尔若铁索桥最初建于十九世纪，后于1927年重建，1989年拆除。自二十世纪中期以来，得益于奥尔良的城市扩张，雅尔若人口数量有所增加。2014年，雅尔若县被撤销。

## 地理

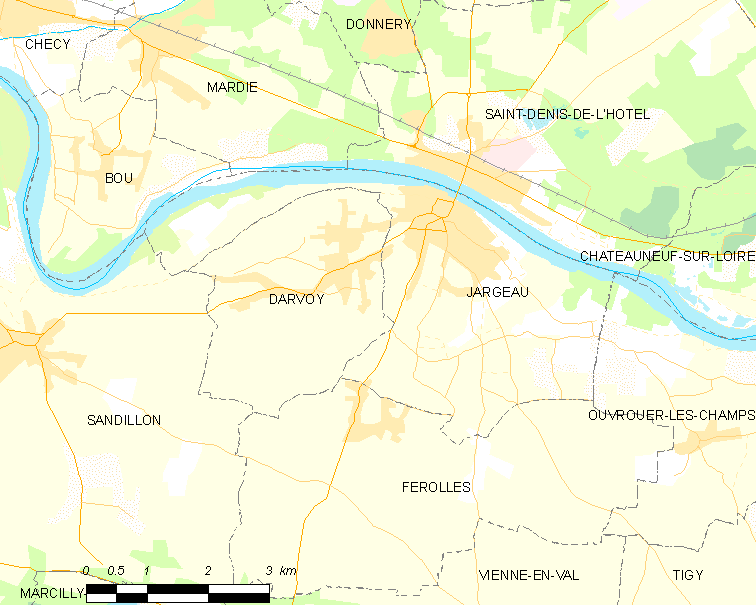
雅尔若市镇范围地图

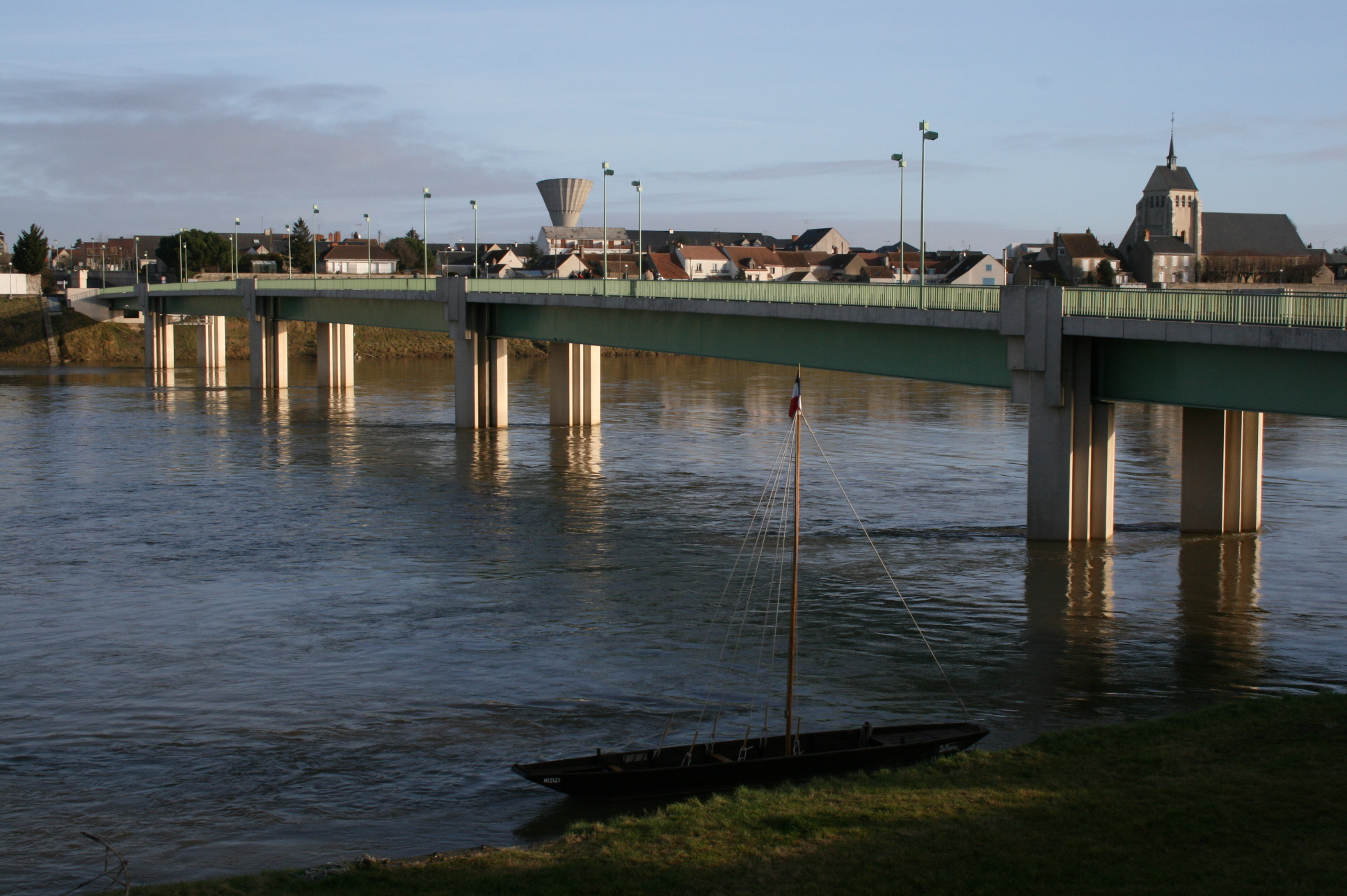
卢瓦尔河桥

雅尔若位于法国中北部，中央-卢瓦尔河谷大区东北部和卢瓦雷省中南部偏西，距离省会奥尔良大约20公里。与雅尔若接壤的市镇包括：布、达尔瓦、费罗勒、马尔迪耶、乌夫鲁埃尔莱尚、圣但尼德洛泰勒和桑迪永。

### 地形
雅尔若位于卢瓦尔河谷东段腹地，境内以河流冲击平原为主，市镇中心地势较为平坦，全境海拔在97到108米之间。

### 水文
卢瓦尔河干流自东向西流经雅尔若镇中心北侧。

### 植被
雅尔若属于温带阔叶混交林区，林地多分布于卢瓦尔河岸及市镇东南部地区，镇中心的拉尚特里公园（Parc de La Chanterie）是当地主要的城市绿地。
在鲜花城市的评比中，雅尔若被评为1星级鲜花城市。

### 自然灾害
雅尔若的地震危险度等级为1级，属于极低危险；氡辐射等级为1级，属于低危险。1982至2025年1月间，雅尔若境内共发生7次有记录的自然灾害，其中2次洪涝，2次干旱。

### 气候
雅尔若在柯本气候分类法中属于温带海洋性气候（Cfb）。

## 行政区划
雅尔若的市镇编号为45173，邮政编号为45150。
在行政管理方面，雅尔若隶属于法国中央-卢瓦尔河谷大区卢瓦雷省奥尔良区；在地方选举方面，雅尔若隶属于卢瓦尔河畔新堡县，其市镇范围全境被划入卢瓦雷省第三选区；在社会管理方面，雅尔若是莱洛日市镇公共社区的组成部分。
截至2025年2月，雅尔若市镇范围内暂无任何城市敏感街区及城市政策优先街区。
法国国家统计与经济研究所（简称“INSEE”）在进行数据统计时，将雅尔若及相邻的另外2个市镇设为雅尔若城市核心区，并将包括雅尔若在内的周边共136个市镇划为奥尔良城市辐射区。此外，INSEE还将雅尔若市镇整体看作一个“块区”（IRIS），以便于统计人口分布情况。

## 交通

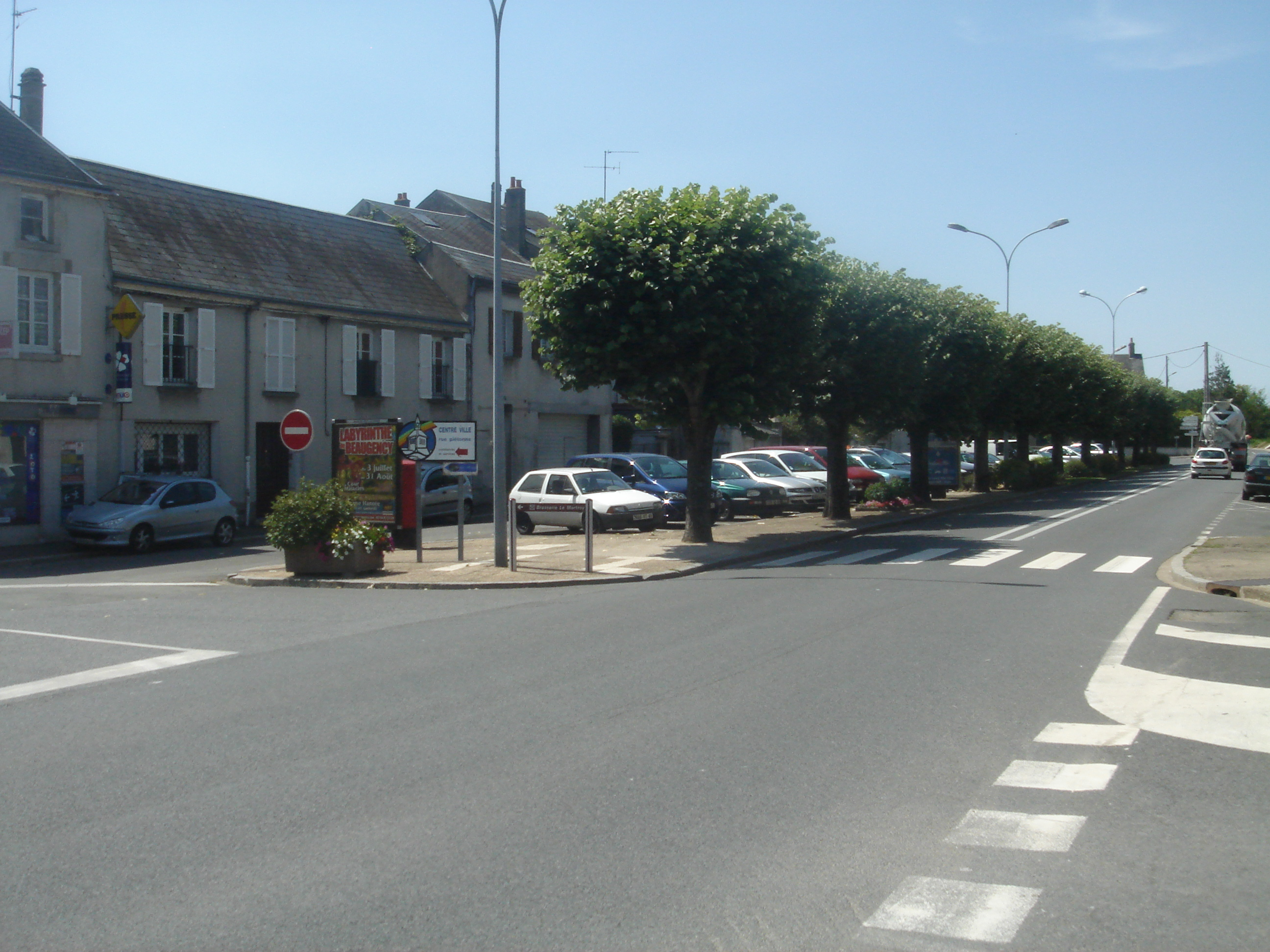
圣女贞德大街

### 公路
卢瓦雷省省道D12线、D107线、D921线和D951线在雅尔若境内交汇。中央-卢瓦尔河谷大区城际客运（商业名称为“Rémi”）下属的卢瓦雷省城际客运7A线经停雅尔若，可通往奥尔良、圣但尼昂瓦勒、卢瓦尔河畔叙利等地。
| 14 | 28 |

| 奥尔良 | 20 |

| 圣让勒布朗 | 18 |

| 羅亞爾河畔敘利 | 25 |

2021年，80.9%的雅尔若家庭拥有至少一辆私人汽车。2023年，雅尔若境内共发生各类交通事故2起，造成2人重伤。

### 铁路
距离雅尔若最近的运营中的客运铁路车站为15公里外的圣西尔昂瓦勒站，该站停靠往返于奥尔良和维耶尔宗一线的区域列车，部分班次可直通布尔日、沙托鲁等地。

### 航空
雅尔若距离巴黎-奥利机场的高速公路里程大约143公里。

### 城市公共交通
截至2025年2月，雅尔若暂无城市公共交通系统。

## 政治

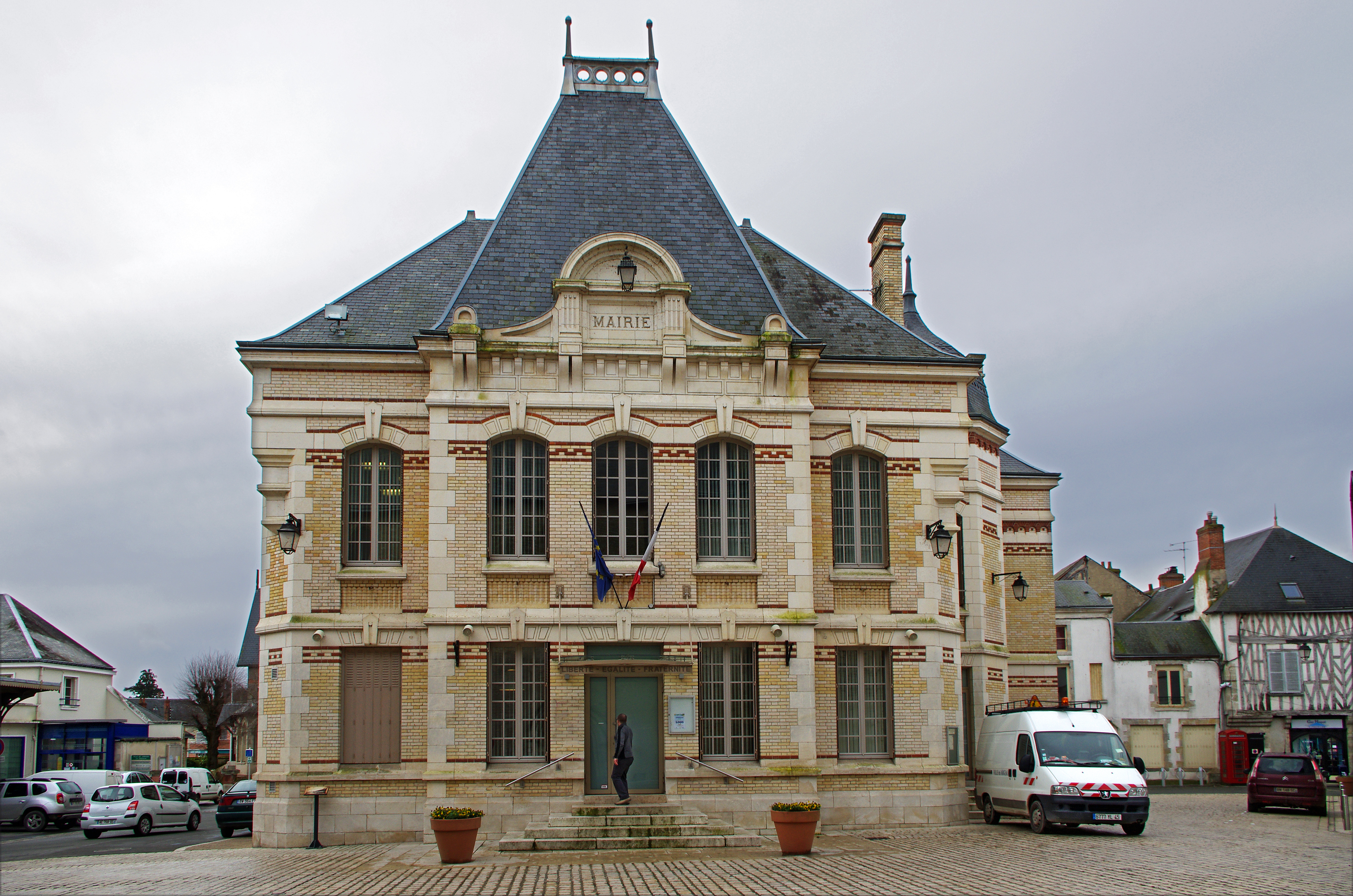
雅尔若市政厅

雅尔若的现任市长为索菲·埃龙女士（Sophie HÉRON），她是一名左翼无党派人士，在2020年的市政选举中获得了54.68%的支持率。
在2022年的法国总统大选的第二轮选举中，法国第25任总统埃马纽埃尔·马克龙在雅尔若获得了59.63%的支持率。

## 人口
2022年，雅尔若市镇人口数量为4,636，在法国排名第2,424位。其中男性2,279人，女性2,383人，75岁及以上人口占7.9%，外籍人口数量为196人，人口密度为316人/平方公里，当地居民被称为（男性）或（女性）。2015至2021年间，雅尔若的人口增长率为0.4%。2022年，雅尔若境内出生51人，死亡人口44人。
| 雅尔若1901年－2022年人口变化情况 |
|                                  |
| 数据来源：Cassini、INSEE         |

## 经济

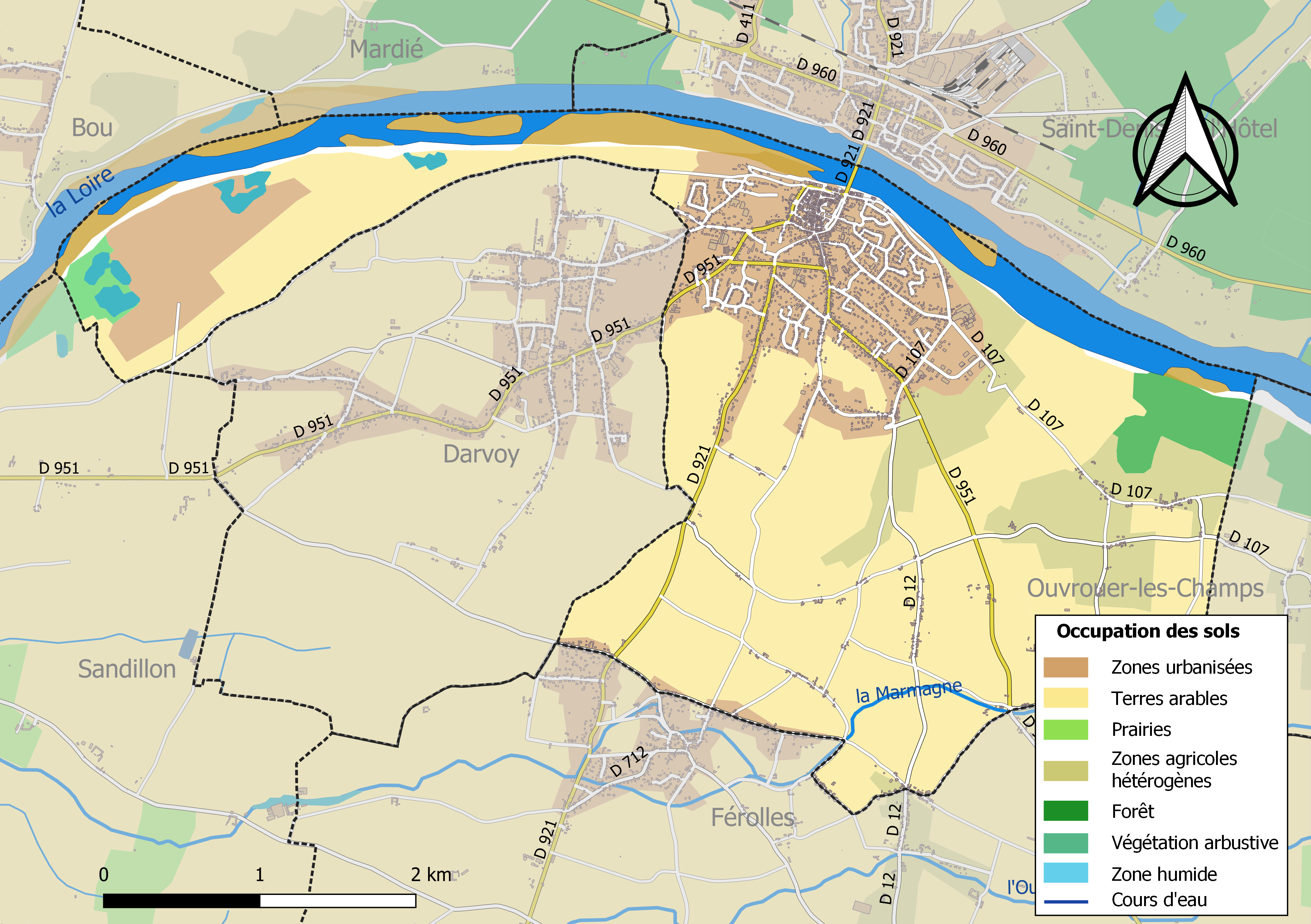
雅尔若土地利用情况地图

雅尔若是一个区域性的中心城市。INSEE于2020年将雅尔若划入奥尔良就业区（Zone d'emploi d'Orléans），并又于2022年将其划入雅尔若生活区（Bassin de vie de Jargeau）。截至2025年2月，雅尔若市镇范围内共有各类用人单位（包含自雇）647家，比上一年同期新增1家；（残障人士服务设备制造）、（工业机械）及（机械修理）是当地2022年已公布营业额最高的三个企业，分别为11,663,841欧元、2,565,936欧元和1,581,370欧元。

## 财政与居民收入
2023年，雅尔若的财政收入总额为5,719,210欧元，财政支出总额为5,229,430欧元，当年的债务总额为361,660欧元。2023年，雅尔若市镇通过增值税获得94,450欧元的收入，此外当地还共获得了79,170欧元的国家直接财政补助。
| 雅尔若居民收入情况                               | 雅尔若居民收入情况  | 雅尔若居民收入情况  | 雅尔若居民收入情况  |
| 内容                                             | 雅尔若              | 卢瓦雷省            | 法國                |
| ------------------------------------------------ | ------------------- | ------------------- | ------------------- |
| 居民平均时薪                                     | 16.1欧元（2022年）  | 15.8欧元（2022年）  | 17欧元（2022年）    |
| 高级职员人均时薪                                 | 26.2欧元（2022年）  | 26.2欧元（2022年）  | 29.1欧元（2022年）  |
| 中级职员人均时薪                                 | 16.9欧元（2022年）  | 16.6欧元（2022年）  | 16.6欧元（2022年）  |
| 普通职员人均时薪                                 | 12.3欧元（2022年）  | 12欧元（2022年）    | 12.1欧元（2022年）  |
| 工人人均时薪                                     | 12.8欧元（2022年）  | 12.6欧元（2022年）  | 12.5欧元（2022年）  |
| 贫困率                                           | 11%（2021年）       | 13.9%（2021年）     | 14.5%（2021年）     |
| 青壮年（15至64岁）失业率                         | 7.8%（2021年）      | 11.7%（2021年）     | 10.4%（2021年）     |
| 家庭总数                                         | 1,917（2022年）     | 879（2022年）       | 1,160（2022年）     |
| 征税家庭数量占比                                 | 48.2%（2023年）     | 55.3%（2022年）     | 44.8%（2022年）     |
| 家庭年均纳税                                     | 2,618欧元（2023年） | 2,779欧元（2022年） | 4,481欧元（2022年） |
| 资料来源：INSEE、L'Internaute、Le Journal du Net |                     |                     |                     |

## 社会事务

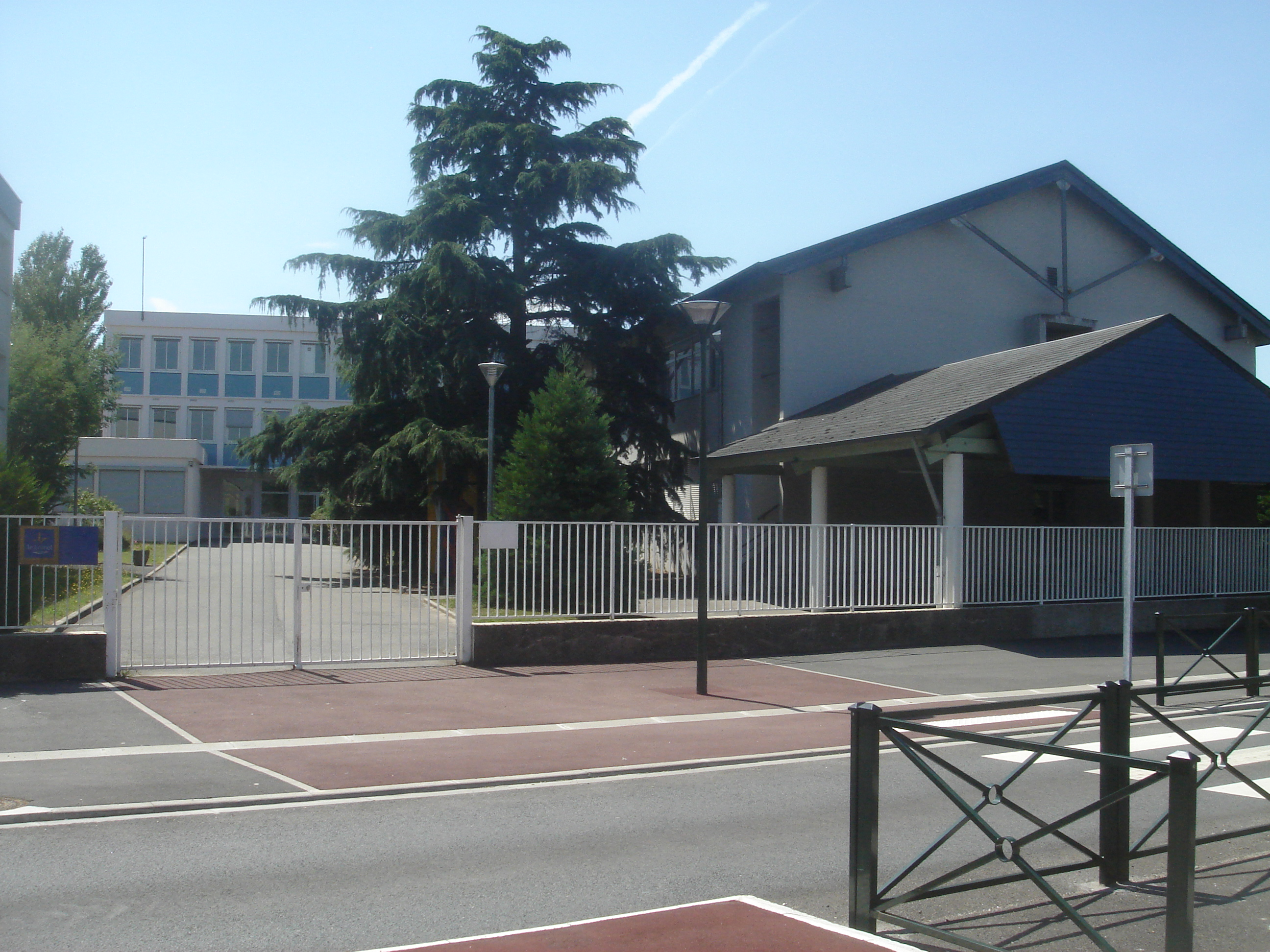
一所初级中学

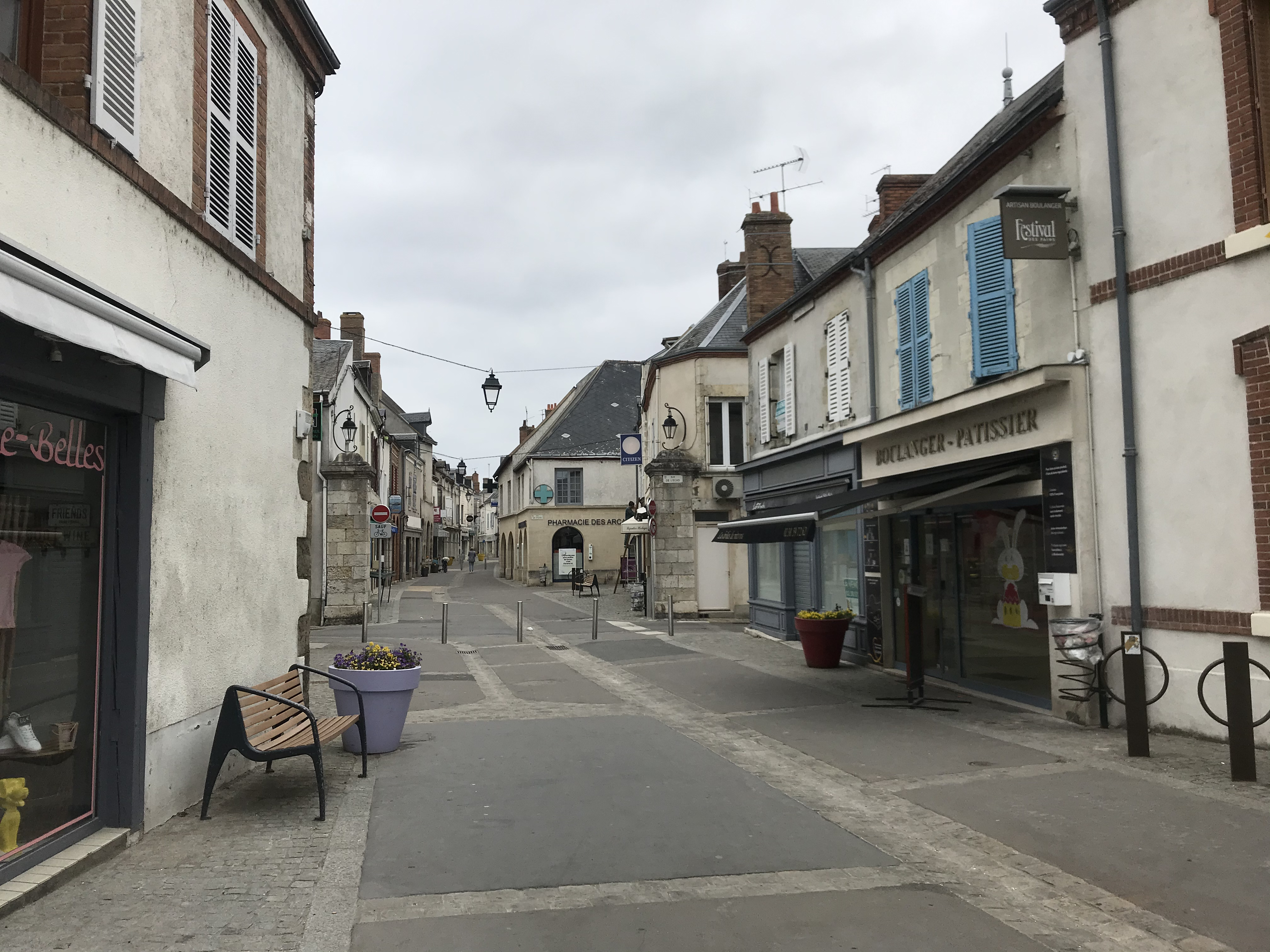
雅尔若镇中心的贝里门街

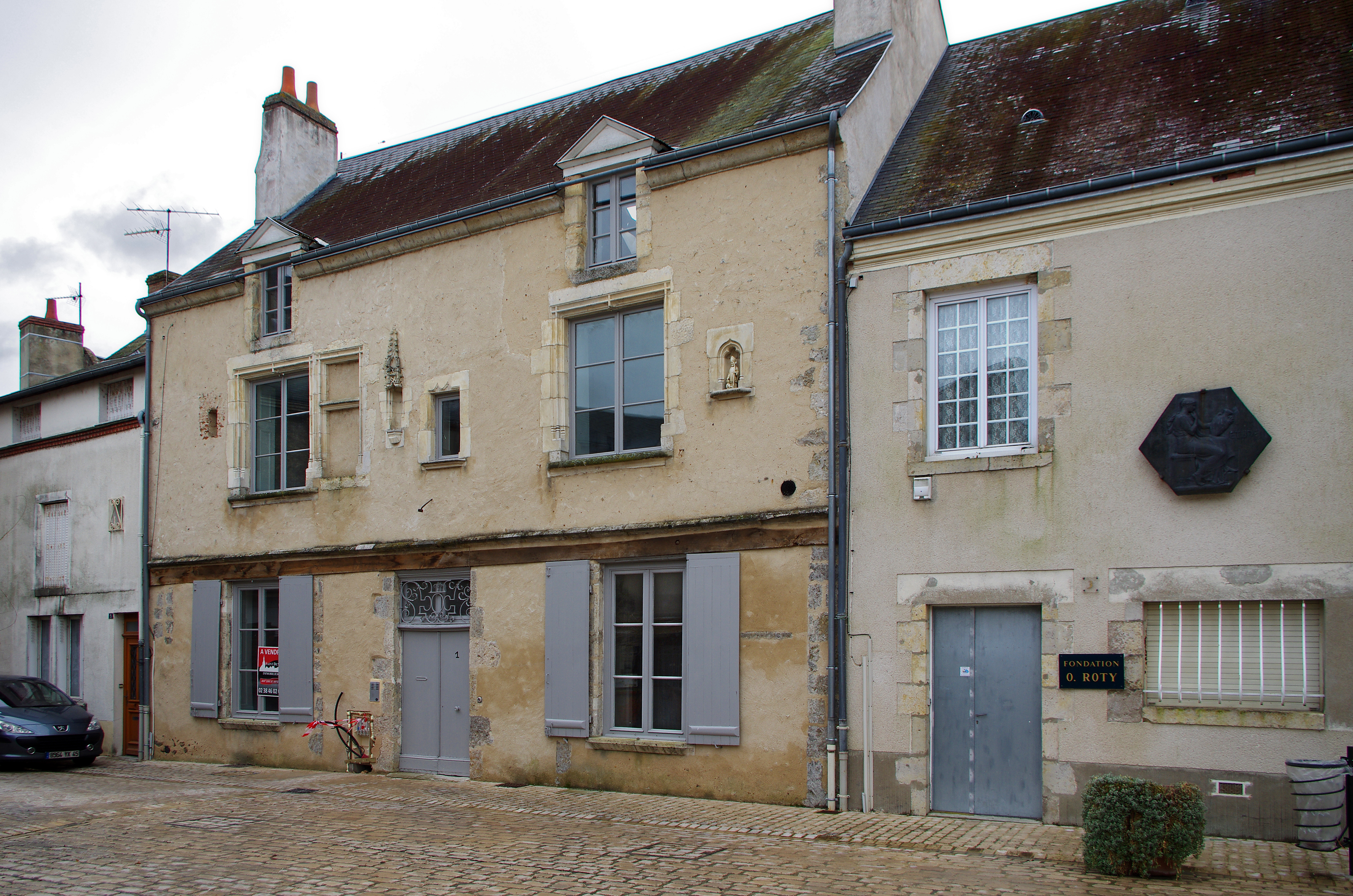
传统民居

### 教育
雅尔若属于奥尔良-图尔学区。截至2023年1月1日，雅尔若境内共有1所幼儿园、2所小学和1所初级中学。2022至2023学年度，雅尔若境内共有在校中等教育阶段学生651名。

### 医疗
截至2023年1月1日，雅尔若境内共有全科医生2名、保健师2名、牙医3名、护士7名、助产士1名、药房2家。
距离雅尔若最近的区域性医疗机构为奥尔良大区中心医院，后者亦是一个大学教学医院，其主病区奥尔良新医院位于奥尔良市区南端的河源街区，距离雅尔若市区的正常车程大约20分钟，该院设有床位1,752个，是卢瓦雷省规模最大的公立综合性医院。

### 住房
2021年，雅尔若境内共有各类住房2,246套，其中76.6%为独立式住宅，22.6%为集中式住宅。常住房屋占雅尔若市镇范围内居民建筑总量的89.3%。2023年，雅尔若的居住税率为17.00%，不动产税率为52.00%（其中空置土地的不动产税率为66.99%）。
在住房保障政策方面，2023年，雅尔若境内共有855户家庭获得了家庭津贴补助，受益人数占总人口数量的18.4%，其中270份为房租补助。

### 商业
2021年，雅尔若境内共有各类实体商铺118家，其中餐厅11家、大型超市1家、杂货店0家、面包房4家、肉铺3家、书店1家、装饰品店1家、银行门店2家、美容美发店7家、汽车维修店18家。雅尔若镇中心建有一家欧尚便民超市。

### 体育
2023年，雅尔若境内共有1家游泳池、1间体育馆、1座综合体育场、1处网球场、1处足球或橄榄球场以及1处篮球或排球场。
截至2025年2月，雅尔若-圣但尼足球俱乐部（Jargeau Saint Denis Football Club，编号552008）是雅尔若境内唯一的一家注册足球俱乐部。该俱乐部成立于2005年，其主队2024至2025赛季参加卢瓦雷省足球联赛乙组（法国第十级别），其主场为拉谢雷勒球场（Stade de La Cherelle）。

### 环境
雅尔若的环境事务由其所属的莱洛日市镇公共社区联合各级政府协调负责。2021年，雅尔若境内暂无污染企业。

### 治安
2021年，雅尔若市镇范围内共有1处宪兵队。
2023年，雅尔若市镇范围内累计记录各类案件111起，其中盗窃类案件36起，人身侵犯类案件40起，毒品交易类案件9起。

## 文化

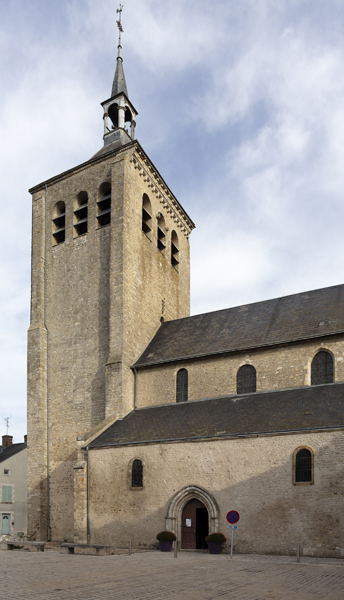
圣艾蒂安教堂

2021年，雅尔若境内暂无任何文化设施。雅尔若境内建有图书馆（Bibliothèque），每周二至六向公众开放。

### 建筑
截至2025年2月，雅尔若境内共有1处建筑被列入法国国家文物保护单位，为圣艾蒂安教堂，此外横跨卢瓦尔河的雅尔若大桥亦是当地的一处地标性建筑物。

### 旅游
雅尔若的旅游事务由其所属的莱洛日市镇公共社区联合各级政府协调负责。2024年，雅尔若境内共有1家酒店共计15间房间；另有1个露营地，可容纳共152辆露营车。

### 媒体
法国主要的媒体均可在雅尔若接收，法国电视三台下属的中央-卢瓦尔河谷大区频道在部分时段播出雅尔若所在卢瓦雷省的地方新闻。《中央共和报》、《加蒂奈光明者报》、Ici奥尔良等是当地主要的地方性媒体。

### 美食
雅尔若因同名片肠及肚肠而闻名。

## 相关人物
法国女权主义者让娜·肖万和政治家阿尔贝·维热出生于雅尔若。

## 友好城市
截至2025年2月，雅尔若共与两座城市建立了友好城市关系：
- 德国 赖林根
- 英国 科舍姆